# كريس بوين
كريس بوين (بالإنجليزية: Chris Bowen)‏ هو سياسي أسترالي، ولد في 17 يناير 1973 بسيدني في أستراليا. حزبياً، نشط في حزب العمال الأسترالي.

## مناصب
- انتخب وزير الهجرة وصيانة الحدود الأسترالية [الإنجليزية]‏ (14 سبتمبر 2010 – 4 فبراير 2013).
- انتخب عضو مجلس النواب الأسترالي عن دائرة Division of McMahon [الإنجليزية]‏ (21 أغسطس 2010 – ).
- انتخب عضو مجلس النواب الأسترالي عن دائرة Division of Prospect [الإنجليزية]‏ (9 أكتوبر 2004 – 21 أغسطس 2010).
- انتخب أمين صندوق أستراليا [الإنجليزية]‏ (27 يونيو 2013 – 18 سبتمبر 2013).

## وصلات خارجية
- الموقع الرسمي